# 2323 Зверев
2323 Зверев (енгл. 2323 Zverev) је астероид главног астероидног појаса чија средња удаљеност од Сунца износи 3,140 астрономских јединица (АЈ).
Апсолутна магнитуда астероида је 10,7.